# Jenő Hégner-Tóth
Jenő Hégner (Boedapest, 17 april 1894 – Hommona, 10 juni 1915) was een Hongaars waterpolospeler.
Jenő Hégner nam als waterpoloër deel aan de Olympische Spelen, 1912. Hongarije won in 1912 geen medaille in dit evenement.
Sándor Ádám · 
László Beleznai · 
Tibor Fazekas · 
Jenő Hégner-Tóth · 
Károly Rémi · 
János Wenk · 
Imre Zachár